# Spio punctata
Spio punctata är en ringmaskart som beskrevs av Hartman 1961. Spio punctata ingår i släktet Spio och familjen Spionidae. Inga underarter finns listade i Catalogue of Life.